# تيشيو
تيشيو  هي بلدية في اليابان، وبلدة في اليابان، تقع في Rumoi Subprefecture ‏، بلغ عدد سكانها 3,120  نسمة وذلك حسب إحصائيات سنة 2018، تبلغ مساحتها 353.31 كيلومتر مربع.